# 普利茅斯市旗

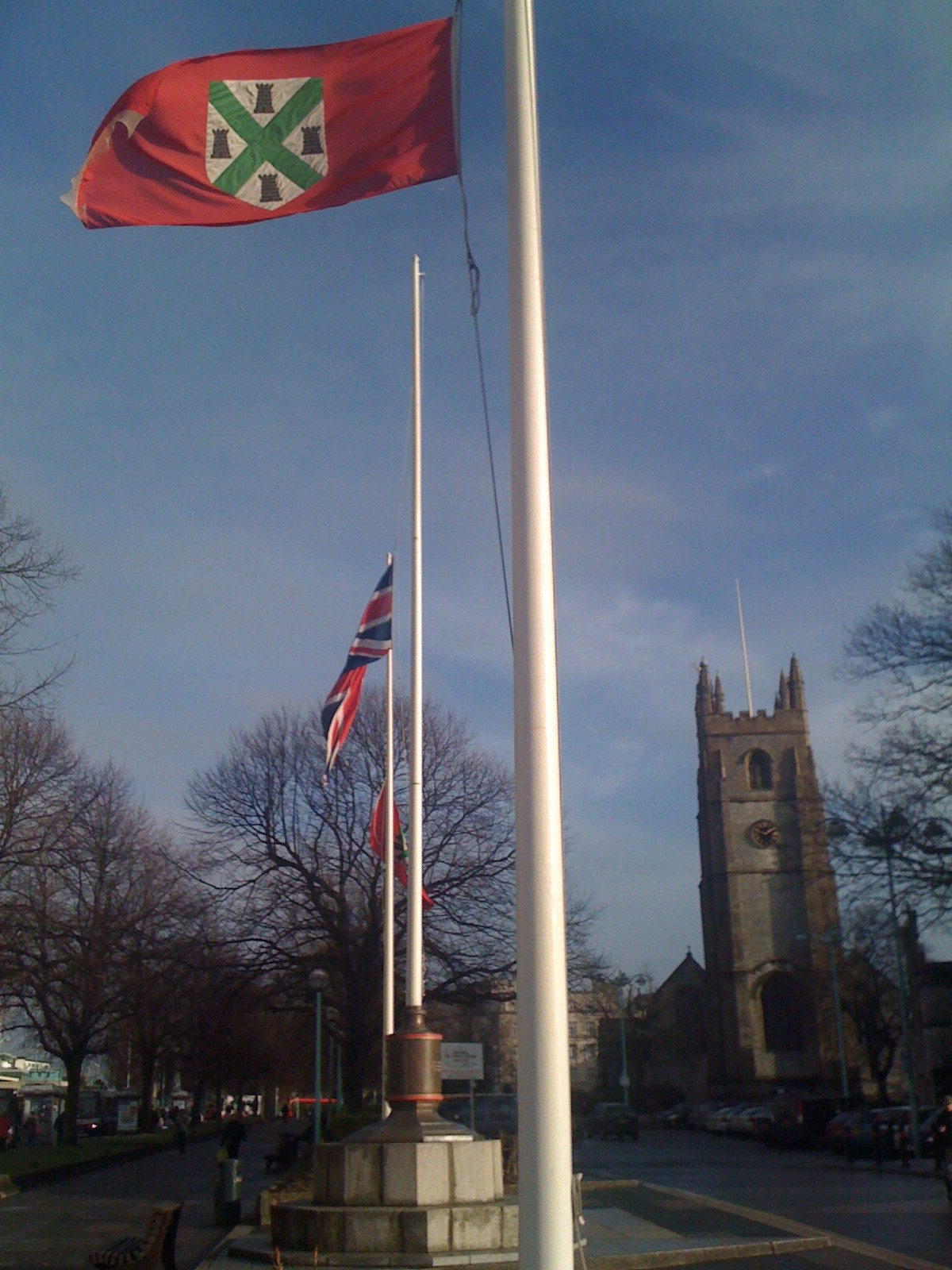
普利茅斯市旗和英國國旗

普利茅斯市旗（municipal flag of Plymouth）是英國英格蘭城市普利茅斯的市旗，其設計圖案為紅底，中央有一盾牌，盾牌上有一交叉的綠色十字和四個黑色的塔。旗幟上的四座塔代表環繞城市的砲台。這些砲台在英國內戰期間成功保衛普利茅斯。綠黑白三色則是普利茅斯傳統的代表色。 